# Drenchia
Drenchia (friuli nyelven: Drencje, szlovénül: Dreka) település Olaszországban, Friuli-Venezia Giulia régióban, Udine megyében. Lakosainak száma 97 fő (2023. január 1.). Drenchia Grimacco, Kanal ob Soči, Kobarid és Tolmin községekkel határos.

## Népesség
A település népességének változása:
| Lakosok száma | 121  | 113  | 97   |
|               | 2017 | 2018 | 2023 |